# La piccola patria
La piccola patria è una raccolta di cronache di guerra nel comune di Cortona, per opera di Pietro Pancrazi.
Narra la seconda guerra mondiale e gli avvenimenti avvenuti nel comune cortonese dal 1944 al 1946. Pietro Pancrazi ha composto questo testo raccogliendo i racconti dei parroci del territorio, dando vita così a una sorta di diario di guerra. Il libro è diviso per frazioni del comune: tratta, fra gli altri, gli avvenimenti di Cortona, Camucia, San Lorenzo, Pergo, Creti; e descrive le tragiche stragi di Falzano, Montanare, Pierle.

## Edizioni
- Pietro Pancrazi, La piccola patria, Firenze, Le Monnier, 1946,  p. 157.